# Význačná kolegiátní kapitula u sv. Václava v Mikulově
Význačná kolegiátní kapitula u sv. Václava v Mikulově je úřad probošta

## Historie
Mikulovská kapitula při kostele sv. Václava byla založena v roce 1625, jako teprve čtvrtá v království, což významně zvýšilo prestiž města. U jejího zrodu stál se svolením papeže Řehoře XV. arcibiskup František kardinál z Ditrichštejna, který ji také hmotně zaopatřil. Probošt s kanovníky sídlil v domě v sousedství kostela. Do dnešní podoby byl objekt na konci 17. století přestavěn proboštem Petrem Reharmontem. 
Prvním proboštem byl jmenován dosavadní mikulovský farář a děkan Jiří Otislav z Kopenic. Kapitulu tak tvoří ji probošt-děkan a čtyři kanovníci, po vydání nových stanov v roce 1772 se počet členů zvýšil na osm. Úkolem členů kapituly je zabezpečení duchovní správy ve městě a každodenních modliteb.
Již od založení kapituly byly úřady faráře a děkana spojeny s hodností probošta kapituly. Až do roku 1783 probošta jmenoval majitel panství, po tomto datu kapitula spadala do gesce olomouckého arcibiskupa, poté biskupa brněnského.
V roce 1784 byla v Mikulově vytvořena nová farnost u kostela sv. Jana Křtitele, kde funkci duchovního správce vykonával jeden z členů kapituly. 
Proboštem byl do roku 2010 biskup skryté církve prof. Stanislav Krátký, od roku 2012 jím je Pavel Pacner.

## Sídlo

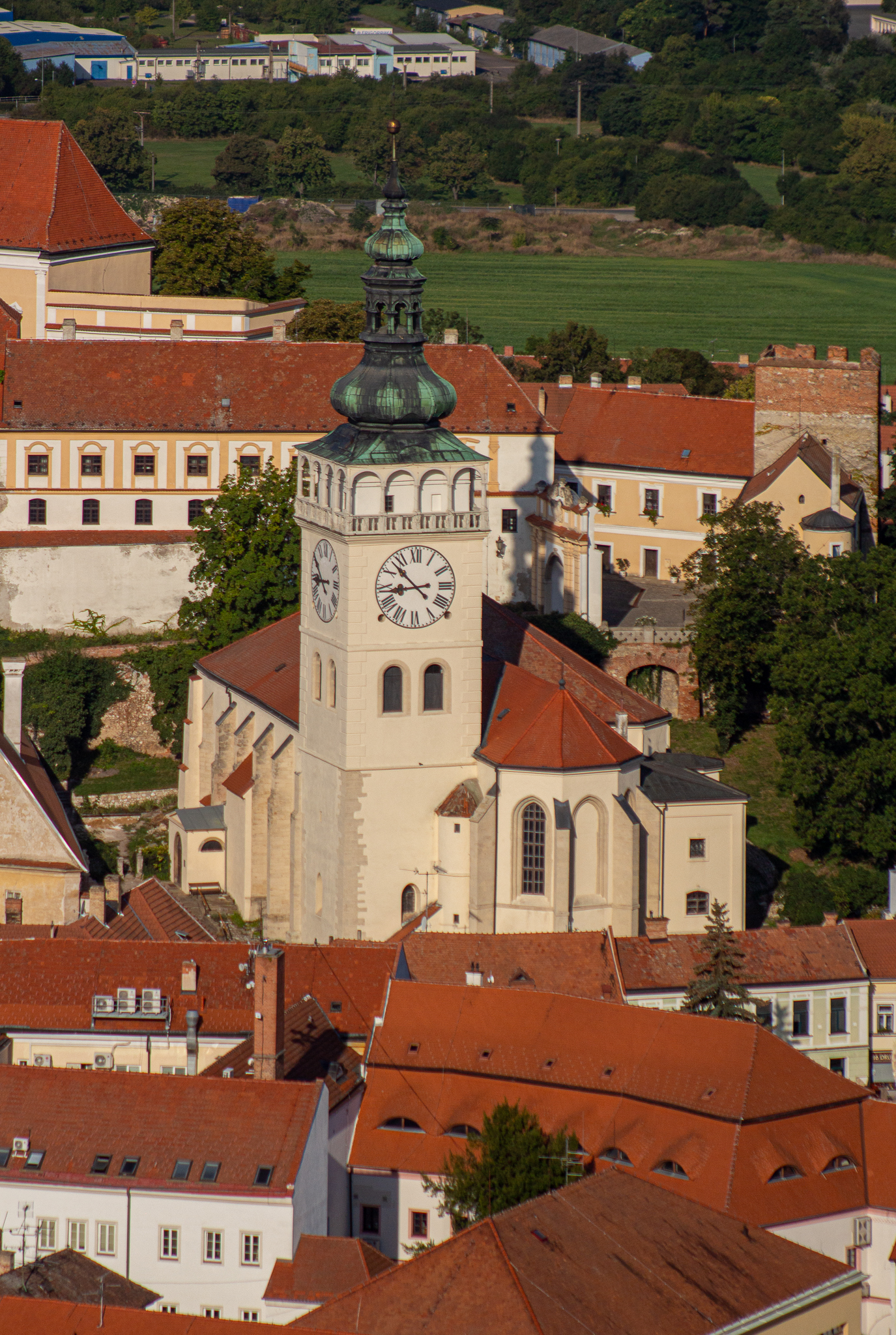
Pohled na kostel sv. Václava ze Svatého kopečku

Sídlo kapituly již od jejího založení je v objektu proboštství vedle kostela svatého Václava na adrese Kostelní náměstí č. 3, 692 01 Mikulov